# Dan Anca
Dan Sabin Anca (* 7. Januar 1947 in Turda; † 20. Oktober 2005 ebenda) war ein rumänischer Fußballspieler und -trainer. Er bestritt 318 Spiele in der höchsten rumänischen Fußballliga, der Divizia A.

## Karriere als Spieler
Dan Anca begann mit dem Fußballspielen in seiner Heimatstadt bei Chimia Turda. Im Alter von 17 Jahren wechselte er im Jahr 1964 ins nahegelegene Cluj zu Știința Cluj. Dort debütierte er am 8. November 1964 bei der Heimniederlage gegen CSMS Iași in der Divizia A. Er blieb dem Verein, der sich ab 1966 Universitatea Cluj nannte, als Spieler 16 Jahre lang treu und beendete dort auch im Jahr 1980 seine Karriere. Mit „U Cluj“ wurde Anca gelang es bereits im ersten Jahr, den rumänischen Pokal zu gewinnen. U Cluj platzierte sich meistens im Mittelfeld der Tabelle oder spielte gegen den Abstieg. Die beste Platzierung erreichte er in der Saison 1971/72, als U Cluj auf dem dritten Platz einlief und sich für den UEFA-Pokal qualifizieren konnten. In der folgenden Saison bestritt Anca seine einzigen beiden Europapokalspiele gegen DFS Lewski-Spartak Sofia in der 1. Runde.
Auch nach dem Abstieg 1976 blieb Anca U Cluj erhalten und beendete nach dem Wiederaufstieg im Jahr 1979 ein Jahr später seine aktive Laufbahn.

## Nationalmannschaft
Anca kam in sieben Spielen für die rumänische Fußballnationalmannschaft zum Einsatz. Sein erstes Spiel bestritt er am 15. Januar 1969 gegen die englische Fußballnationalmannschaft im Wembley-Stadion, wo Rumänien dem amtierenden Weltmeister ein 1:1 abtrotzen konnte.

## Karriere als Trainer
Auch nach dem Ende der aktiven Laufbahn blieb Anca Universitatea Cluj erhalten und war u. a. mehrfach als Trainer und Vizepräsident tätig.

## Erfolge
- Rumänischer Pokalsieger: 1965
- Qualifikation für den UEFA-Pokal: 1972

## Sonstiges
In Erinnerung an Dan Anca haben die Fans von Universitatea Cluj im Jahr 2008 den „Cupa Dan Anca“, ein Fußballturnier für Fans, ins Leben gerufen.